# 4월 28일
4월 28일은 그레고리력으로 118번째(윤년일 경우 119번째) 날에 해당한다.

## 사건
- 기원전 57년 - 혁거세 거서간이 즉위함으로써 신라가 건국되었다.
- 1945년 - 무솔리니와 그의 정부가 이탈리아를 탈출하려다 빨치산에 체포되어 공개 총살당하다.
- 1952년 - 대일강화조약이 발효되어 연합국의 일본 점령이 끝나다.
- 1960년 - 이기붕이 가족과 함께 권총으로 자살하다.
- 1969년 - 샤를 드골이 프랑스 대통령직을 사임하다.
- 1986년 - 서울대학교 교정에서 김세진과 이재호가 전방입소거부투쟁 중에 분신하여 사망하다.
- 1995년 - 대구 상인동 가스 폭발 사고가 일어났다.
- 2004년 - 이라크 주둔 미군들이 아부그라이브 교도소에서 이라크인 포로들을 학대하는 모습을 찍은 사진이 미국 CBS방송을 통해 공개되어 파문을 일으키다.
- 2012년 - 사우디아라비아가 이집트 인권변호사 아흐메드 알기지위의 구속과 관련된 항의 시위가 일어나자 시위 장소인 이집트 주재 사우디아라비아 대사관을 폐쇄하다.
- 2025년 - 2025년 대구 북구 산불이 발생했다.

## 문화
- 1788년 - 메릴랜드주가 미국의 7번째 주가 되었다.
- 1920년 - 영친왕이 일본 황족 나시모토의 장녀 나시모토노미야 마사코 (한국이름 이방자) 와 일본 도쿄에서 결혼식을 올리다.
- 1997년 - 청주국제공항 개항.
- 2001년 - 백만장자 데니스 티토가 민간인 신분 세계 최초로 우주여행을 하다.
- 2003년 - 애플의 아이튠즈 뮤직 스토어가 출시되다.
- 2009년 - 마이크로소프트에서 윈도우 비스타 서비스팩 2가 발표되다.
- 2017년 - 대한민국 걸그룹 러블리즈가 정규 2집 앨범 리패키지 '지금, 우리' 뮤직비디오를 공개하다.
- 2021년 - 서울특별시 수도권제2순환고속도로의 마도JC ~ 화성JC 구간이 개통되었다.

## 탄생
- 32년 - 로마 제국의 제7대 황제 마르쿠스 살비우스 오토. (~69년)
- 1545년 - 조선 중기의 무신, 충무공 이순신. (~1598년)
- 1758년 - 미국의 제5대 대통령 제임스 먼로. (~1831년)
- 1886년 - 대한제국 말기의 문신 김문희. (~1986년)
- 1888년 - 포르투갈의 정치인 안토니우 드 올리베이라 살라자르. (~1970년)
- 1896년 - 대한민국의 화가, 작가 나혜석. (~1948년)
- 1906년
  - 오스트리아의 수학자 쿠르트 괴델. (~1978년)
  - 독일 태생의 수학자 리하르트 라도. (~1989년)
- 1909년 - 대한민국의 작곡가 박준일. (~2001년)
- 1916년 - 이탈리아의 기업인 페루치오 람보르기니. (~1993년)
- 1926년 - 미국의 작가 하퍼 리. (~2016년)
- 1927년 - 대한민국의 제15대 대통령 김대중의 첫 번째 부인 차용애.
- 1930년
  - 미국의 정치인, 국무장관 제임스 베이커.
  - 미국의 배우 캐럴린 존스. (~1983년)
- 1931년 - 대한민국의 법학자 최종길. (~1973년)
- 1936년 - 일본의 야구 선수 나카 도시오. (~2023년)
- 1937년 - 이라크의 대통령, 독재자 사담 후세인. (~2006년)
- 1939년 - 독일의 배우, 영화 감독, 각본가 부르크하르트 드리스트. (~2020년)
- 1941년
  - 스웨덴, 미국의 가수, 배우 앤 마그릿.
  - 미국의 노벨화학상, 화학자 칼 배리 샤플리스.
- 1944년 - 대한민국의 화가 권정호.
- 1950년 - 미국의 TV 진행자, 희극인 작가 제이 레노.
- 1955년 - 팔레스타인의 정치인, 외교관 사에브 에레카트. (~2020년)
- 1956년
  - 미국의 배우 폴 길포일.
  - 일본의 정치인 에다 겐지.
- 1957년 - 루마니아의 배우 테오도르 코반. (~2023년)
- 1958년 - 일본의 언론인 우에무라 다카시.
- 1960년
  - 대한민국의 충청남도 홍성군의원, 충청남도의원 이종화.
  - 일본의 정치인 쓰지모토 기요미.
  - 미국의 성우 스티븐 블룸.
  - 이탈리아의 전 축구 선수, 축구 감독 발테르 젱가.
- 1961년 - 대한민국의 전 야구 선수, 현 야구 코치 김민호.
- 1963년 - 대한민국의 전 야구 선수, 현 야구 감독 류중일.
- 1966년 - 이란의 왕족 알리 레자 팔라비. (~2011년)
- 1968년 - 대한민국의 정치인 김민기.
- 1970년 - 아르헨티나의 전 축구 선수, 현 축구 감독 디에고 시메오네.
- 1971년 - 대한민국의 가수 민수아.
- 1972년
  - 대한민국의 대학 교수 신정아.
  - 미국의 성우 크리스토퍼 대니얼 반스.
- 1973년
  - 포르투갈의 전 축구 선수 파울레타.
  - 대한민국의 축구 선수 이병근.
- 1974년
  - 대한민국의 다이빙 선수 이종화.
  - 스페인의 배우 페넬로페 크루스.
  - 쿠바의 권투 선수 로렌소 아라곤.
- 1978년
  - 대한민국의 가수 안수지.
  - 대한민국의 바이애슬론 선수 김자연.
  - 오스트리아의 알파인 스키 선수 미하엘 발흐호퍼.
- 1980년
  - 대한민국의 기상 캐스터 김정윤.
  - 일본의 배우 에구치 노리코.
  - 대한민국의 배우 차청화.
  - 대한민국의 배우 이창훈.
- 1981년
  - 대한민국의 국회의원 김광진.
  - 미국의 배우 제시카 알바.
  - 프랑스의 역도 선수 방셀라스 다바야.
- 1982년
  - 미국의 성우 로비 데이먼드.
  - 미국의 배우, 댄서, 가수, 안무가 해리 셤 주니어.
- 1983년
  - 대한민국의 축구 선수 김경두.
  - 대한민국의 가수 아이삭 스쿼브.
  - 미국의 전 야구 선수 데이비드 프리즈.
- 1984년
  - 일본의 성우 토요나가 토시유키.
  - 아이슬란드의 축구 선수 한네스 소르 하들도르손.
  - 대한민국의 배우 하시은.
  - 대한민국의 희극인 서기원.
  - 일본의 성우 오하시 아유루.
- 1985년 - 대한민국의 VJ 심민.
- 1986년 - 한국계 미국인 배우 제나 우슈코비츠.
- 1987년
  - 세르비아의 축구 선수 조란 토시치.
  - 대한민국의 희극인 김승혜.
  - 대한민국의 야구 선수 손영민.
  - 인도의 배우, 모델 서맨사 아키네니.
  - 덴마크의 배우, 모델 스테파니 코르넬리우센.
  - 잉글랜드의 축구 선수 브래들리 존슨.
  - 독일의 디제이, 프로듀서 로빈 슐츠.
- 1988년
  - 스페인의 축구 선수 후안 마타 (맨체스터 유나이티드 FC).
  - 대한민국의 배우 미소윤.
  - 대한민국의 배우 신지훈.
  - 대한민국의 골프 선수 신지애.
  - 대한민국의 레이싱 모델 하시영.
- 1989년
  - 대한민국의 가수 김성규 (인피니트).
  - 대한민국의 희극인 이세영.
  - 대한민국의 배우 서혜진.
  - 대한민국의 야구 선수 이동훈.
- 1990년 - 대한민국의 가수 진.
- 1991년 - 대한민국의 가수 동현.
- 1992년
  - 대한민국의 모델, 배우 김지향.
  - 일본의 성우 타나카 아이미.
  - 일본의 축구 선수 오모리 고타로.
  - 프랑스의 권투 선수 토니 요카.
  - 대한민국의 연극배우 이해인.
- 1993년
  - 대한민국의 스트리머 견자희.
  - 대한민국의 가수 정진환.
  - 캐나다의 역도 선수 모드 샤롱.
  - 미국의 야구 선수 맷 채프먼.
- 1994년
  - 대한민국의 가수 원필 (DAY6).
  - 대한민국의 축구 선수 정재희.
- 1995년
  - 대한민국의 배우 신윤정.
  - 대한민국의 야구 선수 심우준. (KT 위즈)
  - 미국의 싱어송라이터 멜라니 마르티네즈.
- 1996년 - 대한민국의 가수 하예지.
- 1997년 - 대한민국의 야구 선수 최성영.
- 1998년
  - 대한민국의 가수 겸 작곡가 송유빈 (마이틴).
  - 대한민국의 가수 원대 (DKZ).
- 1999년 - 대한민국의 래퍼 아넌딜라이트.
- 2000년 - 포르투갈의 축구 선수 안드레 실바. (~2025년)
- 2001년 - 대한민국의 배우 한지원.
- 2004년 - 대한민국의 배우 김봄.
- 2007년 - 대한민국의 배우 김예준.

## 사망
- 1192년 - 이탈리아의 명문가 코라도 델 몬페라토 변경백. (?~)
- 1813년 - 나폴레옹 전쟁때 활약한 러시아 장군 미하일 쿠투조프. (1745년~)
- 1858년 - 독일의 생리학자 요하네스 페터 뮐러. (1801년~)
- 1918년 - 사라예보 사건의 범인 가브릴로 프린치프. (1894년~)
- 1920년 - 러시아의 과학자 클리멘트 티미랴제프. (1843년~)
- 1945년 - 이탈리아 독재자 베니토 무솔리니. (1883년~)
- 1956년 - 대한민국의 독립운동가 김상덕. (1891년~)
- 1960년 - 대한민국 정치인 이기붕. (1896년~)
- 1973년 - 대한민국의 미술평론가 박문원. (1920년~)
- 1974년 - 대한민국의 독립운동가, 정치인 유진산. (1905년~)
- 1977년 - 일본의 정치인 가야 오키노리. (1889년~)
- 1978년 - 아프가니스탄의 정치인 모하마드 다우드 칸. (1909년~)
- 1986년 - 대한제국 말기의 문신 김문희. (~1886년)
- 1993년 - 대한민국의 시인, 문학평론가 천상병. (1930년~)
- 1998년 - 대한민국의 정치인 고판남. (1912년~)
- 2002년
  - 러시아의 군인, 정치인 알렉산드르 레베디. (1950년~)
  - 미국의 교육심리학자 로버트 가네. (1916년~)
- 2018년
  - 미국의 신학자 제임스 H. 콘. (1936년~)
  - 투르크메니스탄의 가수 겸 배우 마야 쿨리예바. (1920년~)
- 2019년 - 미국의 영화 감독 존 싱글턴. (1968년~)
- 2021년 - 미국의 우주비행사 마이클 콜린스. (1930년~)
- 2022년
  - 미국의 만화가 닐 애덤스. (1941년~)
  - 스페인의 영화배우 후안 디에고. (1942년~)
- 2024년 - 영국의 영화배우 브라이언 맥카디. (1965년~)
- 2025년 - 미국의 영화배우 프리실라 포인터. (1924년~)

## 기념일
- 충무공 이순신 탄신일
- 세계 산재사망 노동자 추모의 날: ILO
- 세계 산업안전보건의 날(World Day for Safety and He

alth at Work)
- 원불교 대각개교절

## 같이 보기
- 전날: 4월 27일 다음날: 4월 29일 - 전달: 3월 28일 다음달: 5월 28일
- 음력: 4월 28일
- 모두 보기